# 'US' Tour
The 'US' Tour è stato il settimo tour solista del musicista inglese Paul McCartney, con un'unica grande tappa negli Stati Uniti d'America, per promuovere il nuovo album uscito Chaos and Creation in the Backyard.
Il tour fu preceduto dall'04 Summer Tour (14 concerti europei nel 2004) e fu un successo fruttando 77 milioni di dollari in valuta attuale.
Egli è stato accompagnato dalla moglie Heather Mills e la figlia Beatrice, oltre alla sua nuova band fissa che rimarrà con lui per i prossimi tour.
Il 12 novembre 2005, 2 canzoni (Good Day Sunshine, English Tea) e alcuni spezzoni dal tour sono stati mandati in onda sulla Stazione spaziale internazionale dove erano presenti Valeri Tokarev e Bill McArthur. Un film documentario sarà inoltre pubblicato come DVD, The Space Within US.
È stato sponsorizzato in parte dalla Lexus.

## Scaletta
La scaletta contiene canzoni Beatles, Wings e pubblicate come solista, più altre particolari.
1. Magical Mystery Tour (Beatles)
2. Flaming Pie (solista
3. Jet (Wings)
4. I'll Get You (Beatles)
5. Drive My Car (Beatles)
6. Till There Was You (Meredith Willson)
7. Let Me Roll It (Wings) / Foxy Lady (Jimi Hendrix)
8. Got to Get You into My Life (Beatles)
9. Fine Line (solista)
10. Maybe I'm Amazed (solista)
11. The Long and Winding Road
12. In Spite of All the Danger (The Quarrymen)
13. I Will (Beatles)
14. Jenny Wren (solista)
15. For No One (Beatles)
16. Fixing a Hole (Beatles)
17. English Tea (solista)
18. I'll Follow the Sun (Beatles)
19. Follow Me (solista)
20. Blackbird (Beatles)
21. Eleanor Rigby (Beatles)
22. Too Many People (solista) / She Came In Through the Bathroom Window (Beatles)
23. Good Day Sunshine (Beatles)
24. Band on the Run (Wings)
25. Penny Lane (Beatles)
26. I've Got a Feeling (Beatles)
27. Back in the U.S.S.R. (Beatles)
28. Hey Jude (Beatles)
29. Live and Let Die (Wings)

Segmento Encore
1. Yesterday (Beatles)
2. Get Back (Beatles)
3. Helter Skelter (Beatles)
4. Please Please Me (Beatles)
5. Mull of Kintyre (solista)
6. Let It Be (Beatles)
7. Sgt. Pepper's Lonely Hearts Club Band (Reprise) / The End (Beatles)

## Date del Tour
| Data              | Città            | Paese       | Lugo                       |
| ----------------- | ---------------- | ----------- | -------------------------- |
| 16 settembre 2005 | Miami            | Stati Uniti | American Airlines Arena    |
| 17 settembre 2005 | Tampa            | Stati Uniti | St. Pete Times Forum       |
| 20 settembre 2005 | Atalanta         | Stati Uniti | Philips Arena              |
| 22 settembre 2005 | Filadelfia       | Stati Uniti | Wachovia Center            |
| 23 settembre 2005 | Filadelfia       | Stati Uniti | Wachovia Center            |
| 26 settembre 2005 | Boston           | Stati Uniti | TD Banknorth Garden        |
| 27 settembre 2005 | Boston           | Stati Uniti | TD Banknorth Garden        |
| 30 settembre 2005 | New York         | Stati Uniti | Madison Square Garden      |
| 1 ottobre 2005    | New York         | Stati Uniti | Madison Square Garden      |
| 4 ottobre 2005    | New York         | Stati Uniti | Madison Square Garden      |
| 5 ottobre 2005    | New York         | Stati Uniti | Madison Square Garden      |
| 8 ottobre 2005    | Washington, D.C. | Stati Uniti | MCI Center                 |
| 10 ottobre 2005   | Toronto          | Canada      | Air Canada Centre          |
| 14 ottobre 2005   | Auburn Hills     | Stati Uniti | The Palace of Auburn Hills |
| 15 ottobre 2005   | Auburn Hills     | Stati Uniti | The Palace of Auburn Hills |
| 18 ottobre 2005   | Chicago          | Stati Uniti | United Center              |
| 19 ottobre 2005   | Chicago          | Stati Uniti | United Center              |
| 22 ottobre 2005   | Columbus         | Stati Uniti | Schottenstein Center       |
| 23 ottobre 2005   | Milwaukee        | Stati Uniti | Bradley Center             |
| 26 ottobre 2005   | Saint Paul       | Stati Uniti | Xcel Energy Center         |
| 27 ottobre 2005   | Des Moines       | Stati Uniti | Wells Fargo Arena          |
| 30 ottobre 2005   | Omaha            | Stati Uniti | Qwest Center Omaha         |
| 1 novembre 2005   | Denver           | Stati Uniti | Pepsi Center               |
| 3 novembre 2005   | Seattle          | Stati Uniti | KeyArena                   |
| 4 novembre 2005   | Portland         | Stati Uniti | Rose Garden                |
| 7 novembre 2005   | San Jose         | Stati Uniti | HP Pavilion                |
| 8 novembre 2005   | San Jose         | Stati Uniti | HP Pavilion                |
| 11 novembre 2005  | Anaheim          | Stati Uniti | Arrowhead Pond of Anaheim  |
| 12 novembre 2005  | Anaheim          | Stati Uniti | Arrowhead Pond of Anaheim  |
| 16 novembre 2005  | Sacramento       | Stati Uniti | ARCO Arena                 |
| 19 novembre 2005  | Houston          | Stati Uniti | Toyota Center              |
| 20 novembre 2005  | Dallas           | Stati Uniti | American Airlines Center   |
| 23 novembre 2005  | Glendale         | Stati Uniti | Glendale Arena             |
| 25 novembre 2005  | Paradise         | Stati Uniti | MGM Grand Garden Arena     |
| 26 novembre 2005  | Paradise         | Stati Uniti | MGM Grand Garden Arena     |
| 29 novembre 2005  | Los Angeles      | Stati Uniti | Staples Center             |
| 30 novembre 2005  | Los Angeles      | Stati Uniti | Staples Center             |

## Personale

### Paul McCartney Band
- Paul McCartney - voce solista, chitarra acustica, chitarra elettrica, basso elettrico, pianoforte
- Rusty Anderson - voce di supporto, chitarra acustica, chitarra elettrica
- Paul 'Wix' Wickens - voce di supporto, tastiere, fisarmonica, chitarra elettrica, armonica, percussioni
- Brian Ray - voce di supporto, chitarra acustica, chitarra elettrica, basso elettrico
- Abe Laboriel Jr. - voce di supporto, batterie, percussioni

### Apparizioni
- Heather Mills - voce di supporto, comparsa
- Beatrice Milly McCartney - comparsa